# Fast attack craft

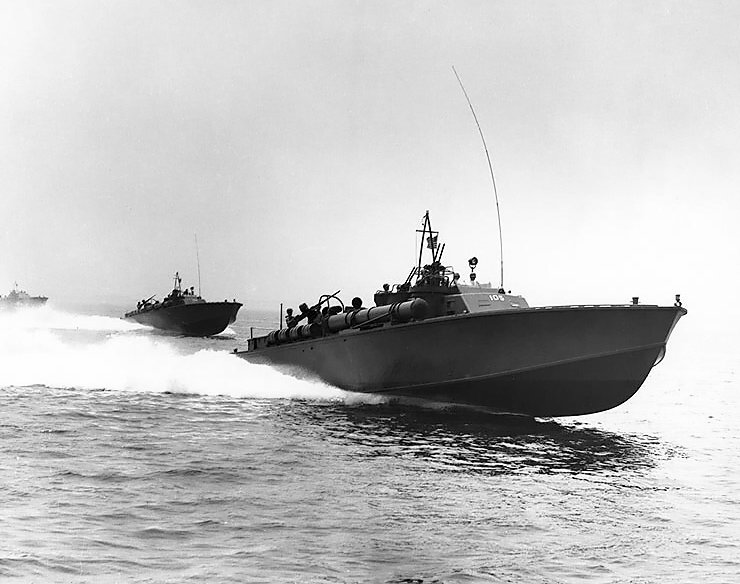
Amerikaanse PT-boat, voorloper van een moderne FAC.

Een fast attack craft (FAC) of Schnellboot is een klein (50-400 ton), snel vaartuig (tot ca. 40 knopen) voor offensieve taken, uitgerust met antischeepsraketten en/of anti-schiptorpedo’s.
Het Nederlands kent geen goed synoniem daarvoor. Soms wel aangeduid met patrouillevaartuig, maar, hoewel ongeveer even groot, is dat feitelijk een ander type schip. Fast attack craft hebben als voornaamste rol het lanceren van antischeepsraketten tegen schepen veel groter dan zijzelf en vormen zo een direct offensief wapen. Een patrouillevaartuig daarentegen is geconcentreerd op verkenning en beveiliging tegen kleinere en asymmetrische dreigingen.
FAC’s zijn door hun grootte beperkt tot kustwateren en relatief kalme zeeën. Ze komen voor bij marines op de Oostzee, de Middellandse Zee, Arabische wateren en Zuidoost-Azië. Op de Noordzee en aan de oceanen zijn ze een minder bekende verschijning. FAC's zijn voornamelijk een goede optie voor een marine die een land moet beschermen tegen een marine met veel meer middelen dan de eigen marine. Een marine kan vele FAC's in dienst nemen tegen een relatief lage prijs. Onder andere de marines van Noord-Korea, Iran, Finland, Taiwan, Cuba en Israël hebben meerdere FAC's in dienst.

## Geschiedenis
Kleine offensieve vaartuigen werden al gebruikt in de Amerikaanse Burgeroorlog. Toen nog spar-torpedoboten, met een explosieve lading aan een lange boegspriet (de spar), waarvan weinig dreiging uitging. Door de uitvinding van de zelf-bewegende "visch" torpedo aan het eind van de 19e eeuw ontstond echter een bruikbaarder en veel gevaarlijker type torpedoboot.
Als reactie daarop werd, vooral in het Verenigd Koninkrijk, de torpedobootjager ontwikkeld. Door deze ook met torpedo's te bewapenen werden de taken van de torpedoboot overgenomen. Tijdens de Eerste Wereldoorlog was de torpedoboot dan ook vrijwel geheel verdwenen. Aangezien torpedobootjagers groter (en duurder) werden, kwamen torpedoboten opnieuw in de belangstelling en tijdens de Tweede Wereldoorlog was deze bij alle partijen weer op grote schaal in gebruik.
Na de Tweede Wereldoorlog raakten ze opnieuw grotendeels buiten gebruik, hoewel met name de Sovjet-Unie voor kustverdediging nog grote aantallen Motor Kanonneerboten en Motor Torpedoboten in dienst hield. Met de opkomst van antischeepsraketten in de jaren zestig herwonnen FAC’s opnieuw aan belangstelling, eerst in de Sovjet-Unie, in het westen vooral in Frankrijk en Duitsland, die grote aantallen bouwden. Frankrijk vooral voor export.
De Tweede Golfoorlog van 1991 bracht een belangrijk mankement aan het licht, nadat een flottielje Iraakse FAC’s door Britse Lynx-helikopters met Sea Skua raketten werd uitgeschakeld: FAC’s hadden amper luchtverdedigingsmiddelen en kunnen een eventuele luchtwaarschuwingsradar niet hoog genoeg krijgen door hun beperkte afmetingen. 
De laatste jaren worden FAC’s dan ook in toenemende mate uitgerust met luchtdoelraketten en worden ze groter, tot ca. 800 ton, waardoor ze in grootte korvetten evenaren. De grootste FAC's zijn inmiddels in staat een helikopter aan boord te nemen.